# Долга (Солецкий район)
Долга — деревня в Солецком районе Новгородской области.

## География
Находится в западной части Новгородской области на расстоянии приблизительно 15 км на юг-юго-восток по прямой от районного центра города Сольцы.

## История
На карте 1840 года уже была обозначена как Долгая. В 1909 году здесь (деревня Старорусского уезда Новгородской губернии) было учтено 34 двора. До 2020 года входила в состав Выбитского сельского поселения.

## Население
Численность населения: 145 человек (1909 год), 29 (русские 100 %) в 2002 году, 16 в 2010.